# Estadio La Corregidora
Das Estadio La Corregidora ist ein Fußballstadion in der mexikanischen Stadt Querétaro im gleichnamigen Bundesstaat. Die Anlage war Spielstätte der in Mexiko ausgetragenen Fußball-Weltmeisterschaft 1986 und diente im Laufe seiner noch jungen Geschichte verschiedenen Mannschaften als Heimspielstätte. Seit Anfang des neuen Jahrtausends trägt hier der Querétaro Fútbol Club seine Heimspiele aus. Die Anlage verfügt über 34.130 Plätze (17.406 überdacht, 1430 V.I.P.- und 2000 Bussiness-Plätze).

## Geschichte
Die Vorgeschichte begann 1982, als der damalige Gouverneur des Bundesstaates Querétaro, Rafael Camacho Guzmán, seinem Vorhaben Ausdruck verlieh, in der gleichnamigen Hauptstadt ein großes Fußballstadion errichten zu wollen.
Die Bauarbeiten begannen am 17. März 1983 und wurden am 31. Dezember 1984 abgeschlossen. Die offizielle Eröffnung fand am 5. Februar 1985 mit der Begegnung der Nationalmannschaften von Mexiko und  Polen statt. Es ist das bisher einzige Länderspiel einer mexikanischen Fußballnationalmannschaft in Querétaro und wurde von der Heimmannschaft mit 5:0 gewonnen.
Der Name des Stadions wurde vergeben in Erinnerung an die mexikanische Nationalheldin Josefa Ortiz de Domínguez alias La Corregidora, die lange in der Stadt Querétaro gelebt und gewirkt hatte.

### Heimspielstätte verschiedener Mannschaften
Weil die Stadt Querétaro eine wechselnde Fußballgeschichte vorzuweisen hat – was insbesondere auf die langjährige Schwäche und fehlende sportliche Kontinuität der beiden bedeutendsten Vereine der Stadt (welche 1999 fusionierten) zurückzuführen ist –  und mehrfach Vereine in die Stadt zogen, die sich hier ein (neues) Publikum erschließen wollten (aber allesamt vom Publikum nicht angenommen wurden), diente das Stadion bereits einer Vielzahl von Vereinen als Heimspielstätte, davon allein fünf verschiedenen Mannschaften in der Primera División.
Zunächst brachte in der Saison 1986/87 ein nur vorübergehend in Querétaro angesiedelter „Kunstverein“ namens Cobras de Querétaro Erstligafußball ins Estadio La Corregidora. Der Verein stieg jedoch umgehend ab und wurde noch vor Beginn der nächsten Saison in die Grenzstadt Juárez verfrachtet.
In der Saison 1989/90 trug hier der aus der Hauptstadt gekommene Traditionsverein CF Atlante seine Heimspiele aus. Auch er wurde vom Publikum nicht angenommen, stieg ebenfalls umgehend ab und kehrte vor Beginn der nächsten Saison nach Mexiko-Stadt zurück.
Das Stadion bekam jedoch auch in den kommenden Spielzeiten Erstligafußball zu sehen, weil mit dem Querétaro Fútbol Club ein echtes Eigengewächs der Stadt zwischen 1990/91 und 1993/94 vier Jahre lang in der ersten Liga spielte.
Nach deren Abstieg verschlug es den Tampico-Madero FC während der Saison 1994/95 nach Querétaro, wo dieser unter der Bezeichnung TM Gallos Blancos auftrat. Wie seine beiden hierher gekommenen Vorgänger (Cobras und Atlante) wurde auch er vom Publikum nicht angenommen und verließ die Stadt (und die erste Liga) bereits nach einem Jahr.
Seit der Saison 2002/03 hat der Querétaro FC mehrfach Erstligafußball hierher gebracht und nutzt das Stadion seither als seine feste Heimstätte. Streng genommen ist es nicht mehr derselbe Verein, der bereits zwischen 1990 und 1994 seine Heimspiele im hiesigen Stadion austrug, weil der gleichnamige Verein 1999 mit dem anderen Traditionsverein der Stadt, der zuletzt unter der Bezeichnung Gallos Blancos de la UAQ auftrat, fusionierte. Das Fusionsprojekt trug anfangs die volle Bezeichnung Querétaro Fútbol Club Gallos Blancos, wird mittlerweile aber wieder verkürzt als Querétaro Fútbol Club wahrgenommen und ist in dieser Form auch auf dem Vereinslogo dargestellt.

### Fußball-Weltmeisterschaft 1986
Bei der in Mexiko ausgetragenen WM 1986 war das Estadio La Corregidora die feste Vorrundenspielstätte der deutschen Nationalmannschaft, die hier die folgenden Begegnungen bestritt:
- 04. Juni:  BR Deutschland –  Uruguay  1:1 (Tor: Allofs)
- 08. Juni:  BR Deutschland –  Schottland 2:1 (Tore: Völler, Allofs)
- 13. Juni:  BR Deutschland –  Dänemark 0:2

Weil Deutschland die Vorrundengruppe mit dem zweiten Platz abschloss, trug Gruppensieger Dänemark seine Achtelfinalbegegnung im Estadio La Corregidora aus. Trotz einer 1:0-Führung durch Jesper Olsen unterlag Dänemark deutlich mit 1:5 gegen Spanien. Der „Matchwinner“ war Emilio Butragueño, der vier Treffer erzielte.

### Sábado negro
Beim Spiel der Liga MX am 5. März 2022 zwischen dem Querétaro Fútbol Club und dem amtierenden Meister Atlas Guadalajara kam es zur Erstürmung des Spielfelds und zu Massenschlägereien mit vielen Verletzten.